# Castello nuovo (Grosio)
{{struttura militare
```
|Struttura = Castello
```

|Nome = Castello nuovo o Visconteo
|Posizione geografica = Nord Italia
|Immagine = Parco Grosio Castello Nuovo NE.jpg
|Didascalia = Castello Nuovo o Visconteo-Venosta
|Nomemappa = NordItalia
|Stato = ITA
|Suddivisione = Lombardia
|Città = Grosio
|Tipologia = castello
|Inizio costruzione = 1350
|Termine costruzione = 1370
|Altezza = 
|Demolizione = 1635
|Condizione attuale = rudere
|Azioni di guerra = 
|Ref = 
}}
Il castello nuovo o Visconteo-Venosta sorge nel comune di Grosio, in provincia di Sondrio. Posto sul crinale chiamato Dosso dei castelli, che sovrasta il paese, era importante per il controllo del fondovalle, del passo del Mortirolo e dello sbocco della Val Grosina. Fa parte del Parco delle Incisioni rupestri di Grosio, facilmente raggiungibile a piedi, tra la Rupe Magna e il castello di San Faustino.

## Storia
L'edificazione del Castrum Novum risale al 1350-1370 per volere dei Visconti, con la partecipazione economica dei Venosta e di tutta la vallata. Per i Visconti di Milano, che nel 1335 avevano conquistato la Valtellina, era importante possedere un punto fortificato in questa zona, all'imbocco della Val Grosina, presidio importante per la conquista del Contado di Bormio, fatto che avvenne nel 1376.
Il legame con la famiglia Venosta venne in seguito consolidato da Filippo Maria Visconti che tenne a battesimo un nipote di Olderico Venosta, al quale venne dato il nome di Visconte e il permesso di portare il cognome e lo stemma dei Visconti, motivo per cui da allora la famiglia prese il nome di Visconti-Venosta.
Seguì una progressiva decadenza, ma verso la fine del 1400, Ludovico il Moro ne restituì l’importanza dovuta organizzando una valida difesa per contrastare l’imminente invasione dell’esercito Grigionense.
Nel 1526, il Governo delle Tre Leghe ormai nuovo signore della Valtellina, ne ordinò lo smantellamento insieme a tutte le fortificazioni esistenti in Valle. La fortificazione fu nuovamente riattata nel corso della Guerra di Valtellina (1620-1639) e, in particolare, durante la campagna condotta dal Duca di Rohan nel 1635.

## Struttura
Voluto dai Visconti per meglio rispondere a precise esigenze strategiche, il Castello Nuovo è uno degli esempi meglio conservati e più interessanti di architettura castellana di tutta la provincia di Sondrio.
Del castello rimangono imponenti ruderi, notevole la dimensione della costruzione e la complessità dello schema difensivo, caratterizzato da una doppia cortina di mura merlate che ha fatto ipotizzare che fosse un castello-recinto dove la popolazione poteva rifugiarsi in caso di pericolo. Dominato da un poderoso dongione, ovvero una torre interna fortificata alla quale veniva affidata l'estrema difesa del castello.
Parti più antiche sono state rinvenute negli scavi, un massiccio muro perimetrale risalente al Bronzo Medio, invece al Bronzo Medio Tardo risale una struttura ovale infossata, addossata alla roccia con scolpite delle coppelle.

## Galleria d'immagini

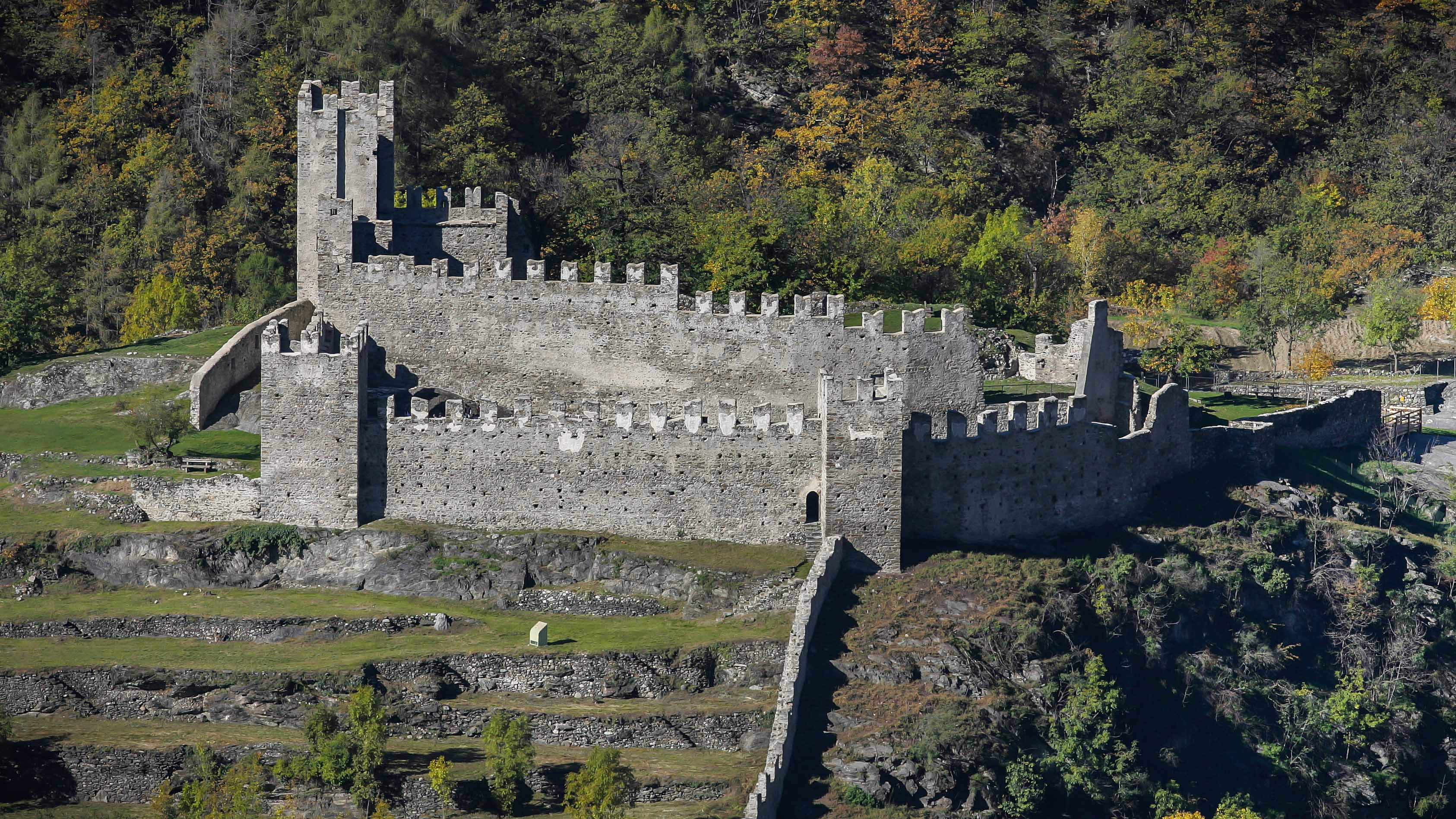
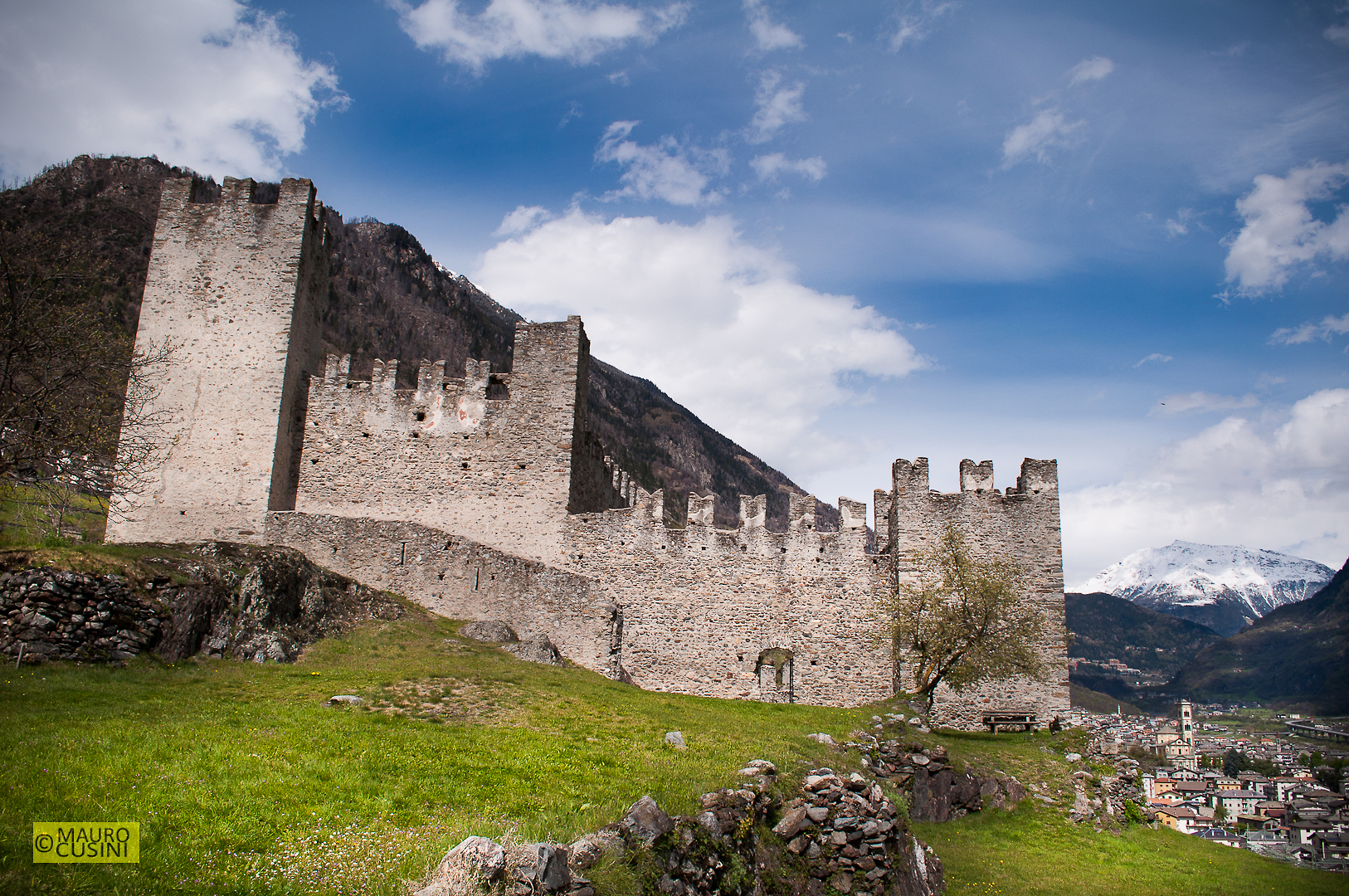
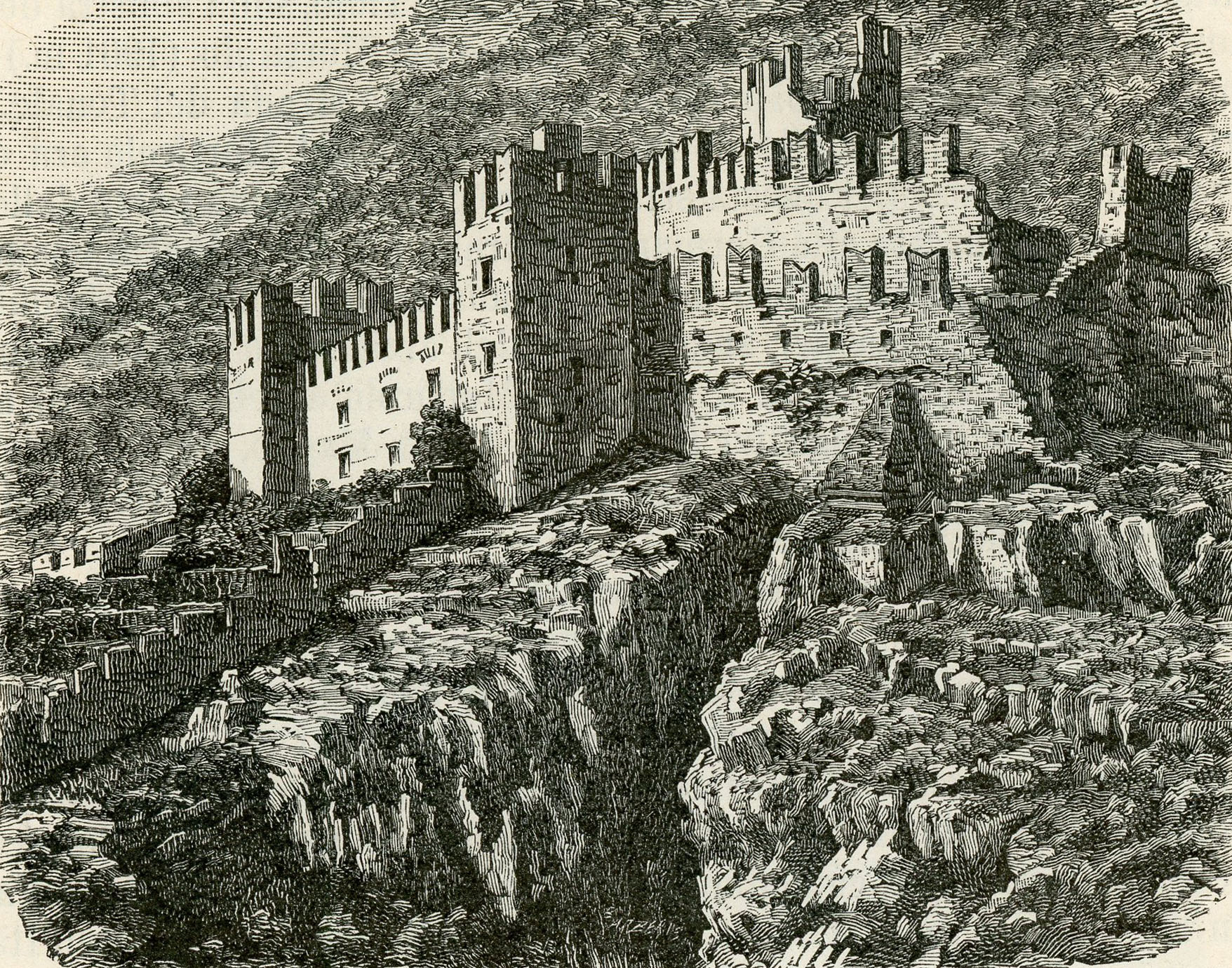